# Jason (Bibeln)
Jason var en man i Thessaloniki i vars hus den nybildade kristna församlingen i staden samlades sedan aposteln Paulus och hans följeslagare fördrivits från stadens synagoga. Jason reste enligt Romarbrevet 16:21 senare till Korinth där han åter träffade Paulus.